# Kieran Tierney
Kieran Tierney (Douglas, 1997. június 5. –) Man-szigeti születésű skót válogatott labdarúgó, a Celtic hátvédje.

## Pályafutása

### Klubcsapatban
2005-ben, 7 évesen került a Celtic akadémiájára. Végigjárta a korosztályos csapatokat, majd itt lett profi labdarúgó is. 2015. április 22-én mutatkozott be a felnőtt csapatban a Dundee ellen, a 81. percben váltotta Emilio Izaguirret. Május 15-én a St Johnstone elleni bajnokin kezdőként lépett pályára és 69. percet töltött ott. 2016. június 24-én annak ellenére meghosszabbította a csapattal a szerződését, hogy több klub is szerette volna őt leigazolni. 2017. augusztus 8-án első alkalommal viselhette a csapatkapitányi karszalagot a csapatnál, a Kilmarnock elleni ligakupa mérkőzésen.
2019. augusztus 8-án szerződtette az angol Arsenal csapata 25 millió fontért és öt évre szóló szerződést írt alá, valamint a hármas mezszámot kapta. A 2019–20-as szezon első felét sérülés miatt kihagyta. Szeptember 24-én mutatkozott be a Nottingham Forest elleni ligakupa találkozón kezdőként, majd a 77. percben Héctor Bellerín érkezett a helyére. Október 3-án gólpasszt jegyzett a Standard de Liège elleni Európa-liga mérkőzésen. Október 27-én a bajnokságban is bemutatkozott a Crystal Palace ellen, majd néhány fordulóval később ismét megsérült. A Covid19-pandémia miatt félbeszakított bajnokság újra indítását követően megkapta a klubtól a június hónap játékosa díjat remek teljesítményének elismerése képet. Július 26-án megszerezte a Watford elleni bajnoki mérkőzésen az első gólját az utolsó fordulóban. Augusztus 1-jén kezdőként lépett pályára a győztes kupa-döntő mérkőzésen. 2025 februárjában megerősítette, hogy előszerződést kötöttek vele korábbi klubja a Celtic, miután a nyáron lejáró szerződését nem hosszabbította meg az Arsenallal. Április 20-án 100. alkalommal lépett pályára a bajnokságban az Ipswich Town ellen 4–0-ra megnyert találkozón. 

### A válogatottban
A skót U18-as és U19-es válogatottban is pályára lépett. 2016. március 29-én mutatkozott be a skót válogatottban a dán válogatott elleni barátságos mérkőzésen, az első félidőben volt a pályán, majd Charlie Mulgrew váltotta őt. 2017. november 9-én a csapatkapitánya volt a válogatottnak a hollandok ellen 1–0-ra elvesztett felkészülési találkozón.

## Statisztika

### Klub
2020. január 2-án lett frissítve.
| Klub     | Szezon   | Bajnokság        | Bajnokság | Bajnokság | Kupa  | Kupa  | Ligakupa | Ligakupa | Nemzetközi | Nemzetközi | Egyéb | Egyéb | Összesen | Összesen |
| Klub     | Szezon   | Osztály          | Mérk.     | Gólok     | Mérk. | Gólok | Mérk.    | Gólok    | Mérk.      | Gólok      | Mérk. | Gólok | Mérk.    | Gólok    |
| -------- | -------- | ---------------- | --------- | --------- | ----- | ----- | -------- | -------- | ---------- | ---------- | ----- | ----- | -------- | -------- |
| Celtic   | 2014–15  | Skót Premiership | 2         | 0         | 0     | 0     | 0        | 0        | 0          | 0          | –     | –     | 2        | 0        |
| Celtic   | 2015–16  | Skót Premiership | 23        | 1         | 4     | 0     | 2        | 0        | 4          | 0          | –     | –     | 33       | 1        |
| Celtic   | 2016–17  | Skót Premiership | 24        | 1         | 5     | 1     | 2        | 0        | 9          | 0          | –     | –     | 40       | 2        |
| Celtic   | 2017–18  | Skót Premiership | 32        | 3         | 5     | 0     | 4        | 1        | 14         | 0          | –     | –     | 55       | 4        |
| Celtic   | 2018–19  | Skót Premiership | 21        | 0         | 2     | 0     | 3        | 0        | 14         | 1          | –     | –     | 40       | 1        |
| Celtic   | 2019–20  | Skót Premiership | 0         | 0         | –     | –     | –        | –        | 0          | 0          | —     | —     | 0        | 0        |
| Celtic   | Összesen | Összesen         | 102       | 5         | 16    | 1     | 11       | 1        | 41         | 1          | 0     | 0     | 170      | 8        |
| Arsenal  | 2019–20  | Premier League   | 15        | 1         | 3     | 0     | 2        | 0        | 4          | 0          | —     | —     | 24       | 1        |
| Arsenal  | 2020–21  | Premier League   | 16        | 1         | 0     | 0     | 0        | 0        | 4          | 0          | 1     | 0     | 21       | 1        |
| Arsenal  | Összesen | Összesen         | 31        | 2         | 3     | 0     | 2        | 0        | 8          | 0          | 1     | 0     | 45       | 2        |
| Összesen | Összesen | Összesen         | 133       | 7         | 19    | 1     | 13       | 1        | 49         | 1          | 1     | 0     | 215      | 10       |

1. ↑  Mérkőzése(i) az Angol szuperkupában

### Válogatott
2025. március 23-i állapot szerint.
| Nemzet   | Évek     | Pályára lépések | Gólok |
| -------- | -------- | --------------- | ----- |
| Skócia   |          |                 |       |
| 2016     | 2        | 0               |       |
| 2017     | 7        | 0               |       |
| 2018     | 3        | 0               |       |
| 2019     | 0        | 0               |       |
| 2020     | 4        | 0               |       |
| 2021     | 14       | 0               |       |
| 2022     | 5        | 1               |       |
| 2023     | 6        | 0               |       |
| 2024     | 6        | 0               |       |
| 2025     | 2        | 0               |       |
| Összesen | Összesen | 49              | 1     |

## Sikerei, díjai

### Klub
- Celtic
  - Skót bajnok: 2014–15, 2015–16, 2016–17, 2017–18, 2018–19
  - Skót kupa: 2016–17, 2017–18, 2018–19
  - Skót ligakupa: 2016–17, 2017–18, 2018–19

- Arsenal
  - Angol kupa: 2019–20
  - Angol szuperkupa: 2020, 2023

### Egyéni
- Az év fiatal skót labdarúgója (PFA): 2015–16,[25] 2016–17,[26] 2017–18[27]
- Az év fiatal skót labdarúgója (SFWA): 2015–16,[28] 2016–17,[29] 2017–18[30]